# Gekijōban Doraemon: Nobita no Kyōryū Niimarumaruroku
Doraemon e o Pequeno Dinossauro (título em Portugal) ou Doraemon: O Dinossauro de Nobita (título no Brasil) ou em japonês: 映画ドラえもん のび太の恐竜2006 ([Gekijōban Doraemon: Nobita no Kyōryū Niimarumaruroku] Erro: {{japonês}}: o texto tem marcação itálica (ajuda)) é um filme japonês de anime de 2006. O filme foi lançado no dia 4 de março de 2006 nos cinemas japoneses, no dia 25 de janeiro de 2009 nos cinemas brasileiros e no dia 14 de setembro de 2019. É um remake do filme Doraemon Nobita No Kyoryu que foi lançado no dia 15 de março de 1980. É o vigésimo sexto filme baseado na franquia Doraemon criada por Fujiko Fujio.

## Enredo
Nobita encontra um ovo de dinossauro fossilizado, mas consegue trazê-lo à sua forma original graças a um dos apetrechos tecnológicos do Doraemon. Do ovo nasce um futabasauro cachorro que Nobita, Doraemon e os outros decidem cuidar. No entanto logo o pequeno dinossauro, batizado de Piske, vai se tornar grande demais para ser mantido escondido. Portanto Doraemon e os outros decidem viajar de volta no tempo para levar Piske à seu tempo para permitir-lhe a passar uma existência normal.
Todavia, os caçadores do futuro estão decididos a capturar Piske para vendê-lo, por isso Doraemon e sua gangue irá proteger a todo custo o pequeno dinossauro.
Para complicar ainda mais, Doraemon coloca Piske na América por causa de um erro da máquina do tempo e a malta terá que enfrentar uma viagem longa e complicada para trazer Piske ao Japão.

## Elenco
| Personagem                   | Japão              |
| ---------------------------- | ------------------ |
| Doraemon                     | Wasabi Mizuta      |
| Nobita                       | Megumi Ohara       |
| Shizuka                      | Yumi Kakazu        |
| Jaiyan/Damulag/Takeshi Big G | Subaru Kimura      |
| Suneo                        | Tomokazu Seki      |
| Piisuke                      | Ryūnosuke Kamiki   |
| Black Mask                   | Eiichiro Funakoshi |
| Dorumanstein                 | Kenji Utsumi       |
| Mãe do Nobita                | Kotono Mitsuishi   |
| Pai do Nobita                | Yasunori Matsumoto |
| Mãe do Suneo Sneech          | Minami Takayama    |

## Música
- "Hug Shichao?" (ハグしちゃお?, Hagu shichao?) cantada por Rimi Natsukawa.
- "My Note" (ボクノート, Boku Nōto) cantada por Sukima Switch.

## Distribuição
O filme foi exibido pela primeira vez nos cinemas japoneses dia 4 de março de 2006. 
No Brasil, o filme foi exibido nos cinemas brasileiros dia 25 de janeiro de 2009 com o áudio japonês original e legendas na língua espanhola.        
Em Portugal, o filme foi exibido no canal Boomerang no dia 14 de setembro de 2019.

## Jogo eletrônico
Houve um jogo eletrônico para o Nintendo DS que foi lançado no Japão com base no filme com o mesmo título. O jogo foi publicado pela Sega e licenciado pela Nintendo.